# 유후가와촌
유후가와촌(由布川村)은 일본 오이타현 오이타군에 설치되었던 촌이다. 현재의 유후시, 오이타시의 일부에 해당한다.